# Thylamys velutinus
Thylamys velutinus es una especie de marsupial didélfido de América del Sur. Es endémico de Brasil, donde se encuentra en hábitats del Cerrado y la caatinga.

## Taxonomía
Thylamys velutinus fue descrito por primera vez por Johann Andreas Wagner, que primero lo clasificó como perteneciente al género Didelphis (zarigüeya común). Durante la segunda mitad del siglo XIX y a principios del XX, la especie fue asignada al género Monodelphis, Grymaeomys y Marmosa. El sinónimo del nombre de la especie velutinus/velutina era pimelura. En el género (en ese momento un subgénero) de zarigüeyas de cola gruesa, se incluyó por primera vez en 1916 como Didelphis (Thylamys) velutina en 1916. Su nombre moderno se remonta a 1936. En diferentes períodos, los representantes de esta especie fueron considerados individuos que en el siglo XXI se clasifican como Thylamys karimii y Chacodelphys formosa.

## Descripción
Thylamys velutinus es un marssupial pequeño, con una longitud total de cabeza a tronco de 141–212 mm (con valor promedio de 173,3 mm), cola de 73–85 mm (promedio de 78 mm), relativamente gruesa (de 3,5 a 7 mm de diámetro).
El pelaje de la parte posterior es de color marrón rojizo oscuro, la cabeza es más clara que el cuerpo, mientras el pelaje de la cabeza es de color blanco cremoso en la base y marrón al final; muchos individuos tienen una franja longitudinal oscura en el centro del hocico. Los anillos alrededor de los ojos son oscuros y estrechos. Poseen mechones de cabello marrón que se extienden desde el hocico y sus orejas, uniformemente doradas, aparecen desnudas. En la parte inferior del cuerpo, el pelaje es más corto y más claro, de color grisáceo. Las patas son de color marrón grisáceo, los pies, pequeños, están cubiertos de pelo blanco. En la base de la cola, destacan los anillos, con patrones de tres pelos, marrones en la superficie superior y blancos en la inferior. Aproximadamente 3 mm de la punta de la cola están completamente desprovistos de pelo.
Las dimensiones menores y el pelo gris en el vientre distinguen esta especie del Thylamys pussillus y el Thylamys macrurus, y una cola relativamente corta y patas blancas pequeñas, de las marmosas Gracilinanus microtarsus y Gracilinanus.

## Hábitat y comportamiento
La especia se encuentran tanto en los bosques subtropicales húmedos del sureste de Brasil como en áreas abiertas como el bioma de la ecorregión del Cerrado. También se observan en sabanas con árboles, arbustos y zonas verdes. El área del territorio individual se estima en 2,3 ha para el macho y 1,7 ha para la hembra.
Llevan un estilo de vida nocturno (según los datos recopilados en el Distrito Federal, son más activos inmediatamente después del atardecer), y principalmente pasan tiempo en el suelo, a diferencia de la mayoría de las otras especies de su género, que tienden a trepar árboles. Son omnívoros, pero en la dieta, aparentemente, predomina la alimentación animal (75% de la dieta, incluido el 44% de artrópodos). Por otro lado, la cola corta y gruesa les sirve para la acumulación de reservas de grasa.
Las lechuzas son su enemigo natural. En particular, se hallan numerosos restos de Thylamys velutinus en lugares alejados de su hábitat natural asociadas al transporte por estas lechuzas.

## Distribución y estado de conservación
Un espécimen típico de la especie se encontró en el estado moderno de São Paulo, y generalmente se halla solo en el centro y sudeste de Brasil (además de São Paulo también en los estados de Goiás y Minas Gerais y en el Distrito Federal; se encuentra en al menos dos territorios naturales protegidos). Existen indicios no confirmados de que la especie se encuentra también en Bolivia.
La densidad de población en la cordillera brasileña puede alcanzar el 0,55 por hectárea. En general, es un animal raro en el hábitat, y en las áreas del sudeste de las montañas puede estar al borde de la extinción o haber ya desaparecido. Presumiblemente, de 2006 a 2016, la población disminuyó en un 20-25% debido a una afectación del hábitat natural. La causa de este proceso fue la actividad humana, principalmente la limpieza de tierras para cultivos, sobre todo soja. Aunque el nivel de amenaza para la especie no es suficiente para declararla vulnerable, la Unión Internacional para la Conservación de la Naturaleza considera que su especie está cerca de una posición vulnerable.